# 1999 في المكسيك
فيما يلي قوائم الأحداث التي وقعت خلال عام 1999 في المكسيك.

## رياضة
- 1 يناير – كأس القارات 1999

## برامج ومسلسلات وأنمي
- روزاليندا

## وفيات

### يونيو
- 6 يونيو – مانويل راموس (مواليد 1942) ملاكم مكسيكي.

### نوفمبر
- 24 نوفمبر - فرناندو فرنانديز، مغني وممثل.

### ديسمبر
- 24 ديسمبر – تيتو غويزار (مواليد 1908)